# كولالتو سابينو
كولالتو سابينو (ب لهجة سابينو : Collartu ) هي كومونا (بلدية) في مقاطعة رييتي في منطقة لاتيوم الإيطالية، وتقع على بعد حوالي 50 كيلومتر (31 ميل) شمال شرق روما وحوالي 35 كيلومتر (22 ميل) جنوب شرق رييتي .
تقع كولالتو سابينو على حدود البلديات التالية: كارسولي وكوليجيوفي و Marcetelli (مارسيتيلي) و نيسبولو و Pescorocchiano (بيسكوروتشيانو) و Turania (تورانيا). تقع بالقرب من بحيرة تورانو . وهي موطن لقلعة بارونية كانت مملوكة لعائلات Savelli (سافيلي) و Strozzi (ستروزي) و Soderini (سوديريني) ، ومن عام 1641 ، كانت مملوكة لعائلات Barberini (باربيريني). المدينة محاطة بخط من الجدران من القرن الخامس عشر.

## المدن التوأم
- La Tagnière، France